# Герб Комишні
Герб Комишні затверджений 24 травня 2011р. рішенням сесії селищної ради. Сучасний варіант герба базується на гербі 1715 року.

## Опис герба
В лазуровому щиті золотий розширений хрест із сяйвом, супроводжуваний знизу срібним півмісяцем з двома срібними шестикінечними гранованими зірками.